# Ausztrália és Óceánia országai

Óceánia

Ausztrália és Óceánia világrészhez 14 független ország tartozik. Ezen kívül 6 Ausztrálián és Óceánián kívüli állam rendelkezik kisebb-nagyobb autonóm vagy függő tagországokkal vagy szerves területrészekkel a földrészen (az Amerikai Egyesült Államok, Indonézia, Ecuador, Chile, Franciaország és az Egyesült Királyság).
A térség legnagyobb területű és legnépesebb országa Ausztrália, az óceániai részé pedig Pápua Új-Guinea. Óceánia és az egész világ legkisebb autonóm országa a Pitcairn-szigetek 46 lakossal. A nagyobb területű országok közül a legnagyobb népsűrűségű a Fidzsi-szigetek, a legkisebb népsűrűségű pedig Ausztrália. Ausztrália legnépesebb városai Sydney és Melbourne, Óceániáé Auckland.
Az egy főre eső GDP alapján – a PPP (vásárlóerő) szerint számítva – a világrész leggazdagabb országai Ausztrália, Új-Zéland, Guam és Francia Polinézia, a legszegényebbek pedig Kiribati és Tuvalu. A világrész átlaga kiemelkedő, Észak-Amerika után ez a második legmagasabb gazdasági színvonalú régió.

Az országok lakossága a 2005-ös állapotokat mutatja, a fővárosok lakossága pedig a zárójelben megadott évre vonatkozik. Az adatok nem a közigazgatási városhatárokat, hanem az egybefüggő városterületet veszik figyelembe, amely a városhatároknál lehet szűkebb vagy tágabb is (agglomeráció). Azoknál az országoknál, ahol nem a főváros a legnagyobb város, zárójelben az ország legnépesebb városát is megadtuk.

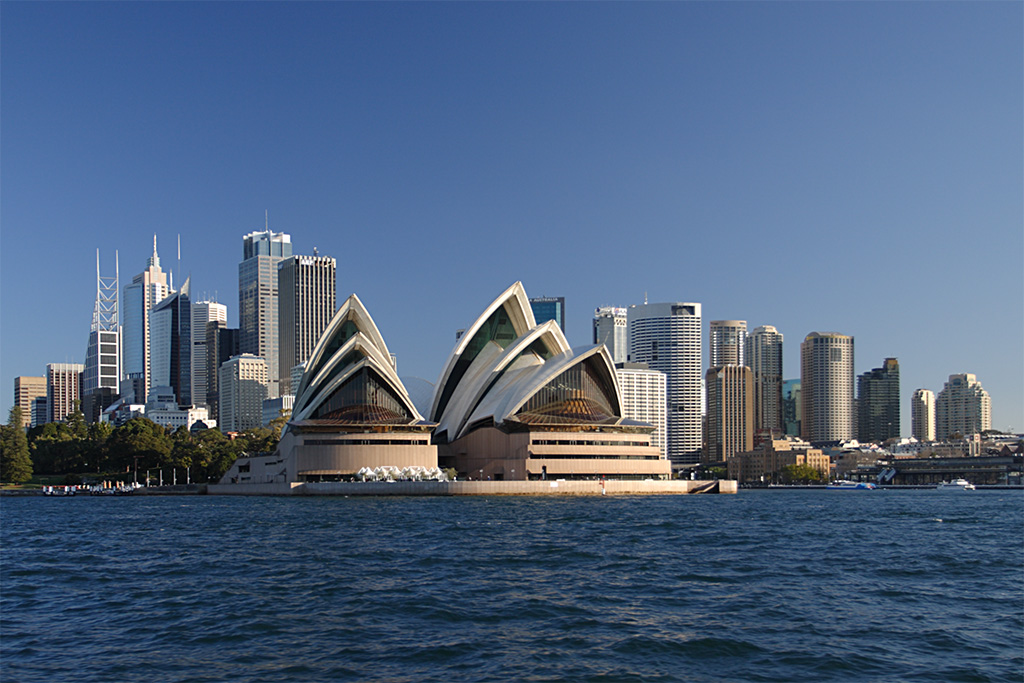
Sydney, Ausztrália és Óceánia legnépesebb városa.

## Független államok
| Ország                         | Terület (km²) | Lakosságszám 2005-ös adatok | Népsűrűség fő/km² | GDP/PPP USD/fő (2005) | Főváros (legnagyobb város) | Lakosságszám                    |
| Ausztrália és Óceánia          | 8 428 702     | 33 100 000                  | 4                 | 22 647                |                            |                                 |
| Ausztrália                     | 7 617 931     | 20 300 000                  | 3                 | 32 000                | Canberra - Sydney          | 330 000 (2001) 3 500 000 (2001) |
| Fidzsi-szigetek                | 18 270        | 900 000                     | 50                | 6 000                 | Suva                       | 170 000 (1996)                  |
| Kiribati                       | 717           | 110 000                     | 147               | 800 (2001)            | South Tarawa               | 40 000 (2004)                   |
| Marshall-szigetek              | 181           | 60 000                      | 334               | 1 600 (2001)          | Majuro                     | 25 000 (2004)                   |
| Mikronéziai Szövetségi Államok | 717           | 108 000                     | 154               | 2 000 (2002)          | Palikir                    | 6 000 (2004)                    |
| Nauru                          | 21            | 13 000                      | 633               | 5 000 (2001)          | Yaren                      | 1 100 (2003)                    |
| Palau                          | 458           | 21 000                      | 45                | 9 000 (2001)          | Ngerulmud                  | 11 000 (2004)                   |
| Pápua Új-Guinea                | 451 709       | 5 700 000                   | 13                | 2 400                 | Port Moresby               | 255 000 (2000)                  |
| Salamon-szigetek               | 27 539        | 550 000                     | 20                | 1 700 (2002)          | Honiara                    | 49 000 (1999)                   |
| Szamoa                         | 2 849         | 177 000                     | 62                | 5 600 (2002)          | Apia                       | 39 000 (2001)                   |
| Tonga                          | 717           | 110 000                     | 160               | 2 300 (2002)          | Nuku'alofa                 | 22 000 (1996)                   |
| Tuvalu                         | 26            | 12 000                      | 454               | 1 100 (2000)          | Vaiaku                     | 5 000 (2002)                    |
| Új-Zéland                      | 268 671       | 4 100 000                   | 15                | 24 100                | Wellington                 | 340 000 (2001)                  |
| Vanuatu                        | 14 760        | 210 000                     | 14                | 2 900 (2003)          | Port Vila                  | 29 000                          |

## Társországok, autonóm és más függő területek, más államok részterületei
Függő és társult országok, területek:
| Név                          | Az ország, amelyhez tartozik | Terület (km²) | Lakosságszám2 2005-ös adatok | Népsűrűség fő/km² | GDP/PPP3 USD/fő (2005) | Székhely   |
| ---------------------------- | ---------------------------- | ------------- | ---------------------------- | ----------------- | ---------------------- | ---------- |
| Ashmore- és Cartier-szigetek | Ausztrália                   | 199           | 0                            | 0                 | 0                      | -          |
| Amerikai Szamoa              | Amerikai Egyesült Államok    | 199           | 58 000                       | 290               | 8 000 (2000)           | Pago Pago  |
| Cook-szigetek                | Új-Zéland                    | 240           | 21 000                       | 89                | 5 000 (2001)           | Avarua     |
| Clipperton-sziget            | Franciaország                | 9             | 0                            | 0                 | 0                      | -          |
| Északi-Mariana-szigetek      | Amerikai Egyesült Államok    | 477           | 80 000                       | 168               | 12 500 (2000)          | Saipan     |
| Francia Polinézia            | Franciaország                | 4 167         | 260 000                      | 65                | 17 5000 (2003)         | Papeete    |
| Guam                         | Amerikai Egyesült Államok    | 549           | 170 000                      | 307               | 21 000 (2000)          | Hagatna    |
| Korall-tengeri-szigetek      | Ausztrália                   |               | 0                            | 0                 | 0                      | -          |
| Norfolk-sziget               | Ausztrália                   | 35            | 1841                         | 53                | ?                      | Kingston   |
| Niue                         | Új-Zéland                    | 260           | 2 100                        | 8                 | 3 600 (2000)           | Alofi      |
| Pitcairn-szigetek            | Egyesült Királyság           | 5             | 46                           | 1                 | ?                      | Adamstown  |
| Tokelau-szigetek             | Új-Zéland                    | 10            | 1 400                        | 140               | 1 000 (1993)           | (Nukunonu) |
| Új-Kaledónia                 | Franciaország                | 19 058        | 220 000                      | 13                | 15 000 (2003)          | Nouméa     |
| Wallis és Futuna             | Franciaország                | 274           | 16 000                       | 59                | 3 800 (2004)           | Mata-Utu   |

Óceánián kívüli államok szerves részét alkotó területek:
| Név                | Az ország, amelynek része        | Terület (km²) | Lakosságszám2 2005-ös adatok | Népsűrűség fő/km² | GDP/PPP3 USD/fő (2005) | Székhely                |
| ------------------ | -------------------------------- | ------------- | ---------------------------- | ----------------- | ---------------------- | ----------------------- |
| Galápagos-szigetek | Ecuador tartománya               | 8 010         | 18 640                       | 2                 | ?                      | Puerto Baquerizo Moreno |
| Hawaii             | Amerikai Egyesült Államok állama | 29 311        | 1 211 537                    | 43                | ?                      | Honolulu                |
| Húsvét-sziget      | Chile Ötödik Régiójának része    | 171           | 3 791                        | 22                | ?                      | Hanga Roa               |
| Nyugat-Pápua       | Indonézia 2 tartománya           | 421 981       | 2 646 489                    | 6                 | ?                      | Jayapura Manokwari      |
| Maluku-szigetek    | Indonézia 2 tartománya           | 74 505        | 2 133 041 (2003)             | 28                | ?                      | Ambon Ternate           |

Az Amerikai Egyesült Államok lakatlan területei:
| Név             | Terület (km²) |
| --------------- | ------------- |
| Baker-sziget    | 2             |
| Howland-sziget  | 2             |
| Jarvis-sziget   | 5             |
| Johnston-atoll  | 3             |
| Kingman-zátony  | 1             |
| Midway-szigetek | 6             |
| Palmyra-atoll   | 12            |
| Wake-sziget     | 7             |